# Rosa Cabeza de Vaca
Rosa Stacey Cabeza de Vaca fue la primera mujer que se graduó como bachiller en el Ecuador, ella estudió en el Colegio Mejía de la ciudad de Quito, en 1903, obteniendo el título en el año de 1909. Fue hija del Dr. Manuel Stacey Sanz, y Josefa Cabeza de Vaca, quienes vivían en el sector de La Ronda de la capital ecuatoriana. psdta 